# Agrese

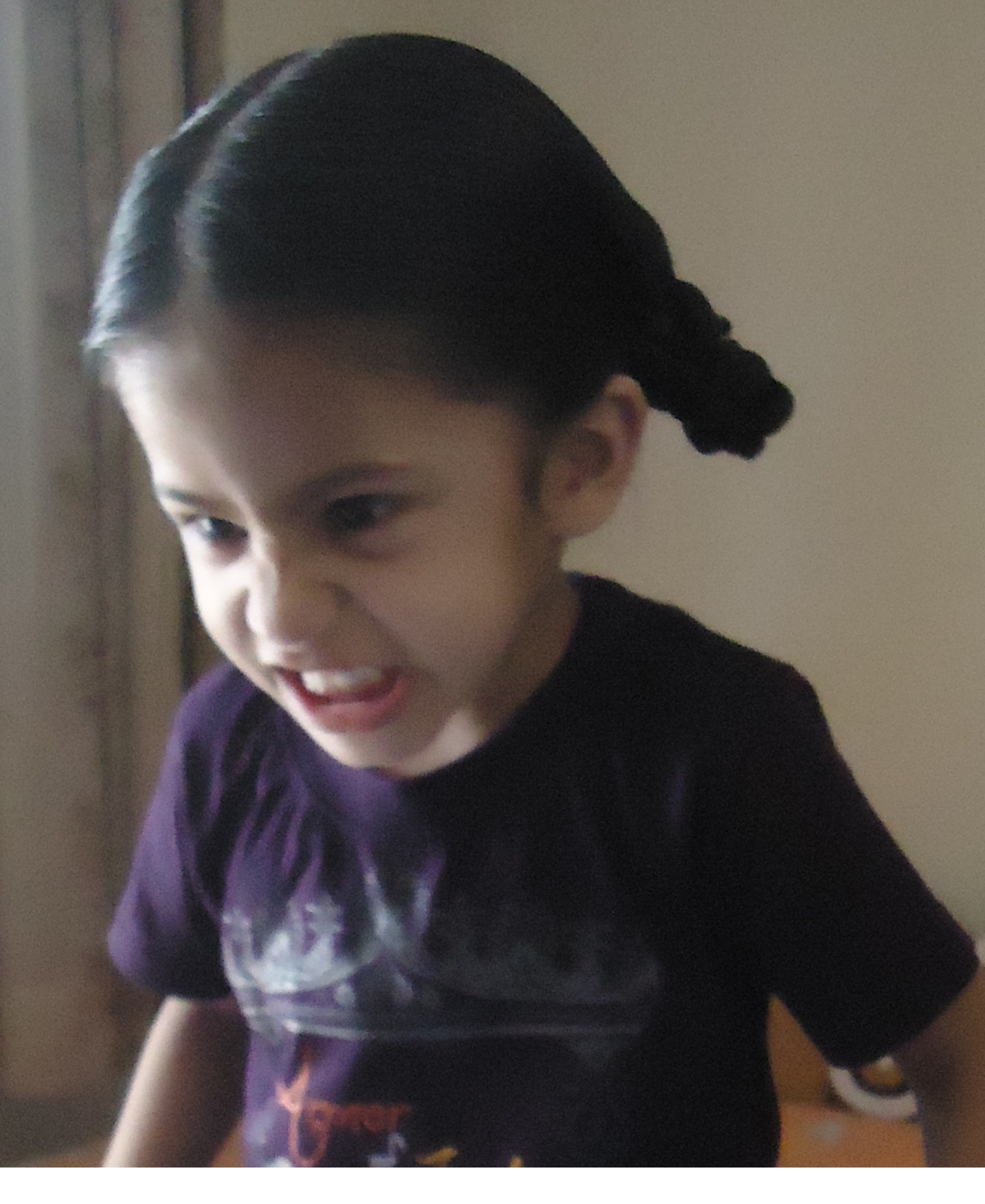
dítě mimicky projevující agresi

Agrese (z lat. agressio, výpad, útok) v psychologicko-sociologickém pojetí znamená napadení, útočné jednání, které se projevuje záměrným poškozováním nebo násilným omezováním jiné osoby nebo věci. Agrese se může projevovat fyzickým napadením, ale také verbálně, například urážkami a pomluvami.
Sklon k nepřátelskému, útočnému jednání osob i živočichů, který se projevuje agresemi, se nazývá agresivita.

## Druhy agrese
Rozeznáváme tyto základní druhy agrese:
- Instrumentální – Záměrem je dosažení určitého cíle. Způsob, jakým je cíle dosaženo, odpovídá situaci. Často se uvažuje o různých možných variantách průběhu.
- Emocionální – Nastává při velmi silném emocionálním stavu. Nejčastěji se projevuje fyzickým nebo verbálním útokem na jinou osobu, případně i poškozováním majetku.

Podle dalších hledisek můžeme agresi rozdělit následovně:
- Myšlenková, verbální, fyzická
- podle zaměřenosti na subjekt nebo objekt: Heteroagrese (agrese zaměřená proti osobám, věcem, na jiný objekt než podnětový) a autoagrese (agrese zaměřená proti sobě), případně agrese zaměřená proti subjektu i objektu zároveň (zahrnuje auto- i heteroagresi současně)
- Přesunutá, zadržovaná

## Teorie vzniku agrese
Existují tři teorie vysvětlující původ agrese. V reálném životě se vzájemně prolínají a doplňují. Samostatně však nejsou spolehlivě prokazatelné.

### Teorie vrozené agrese
Psychoanalytik Sigmund Freud rozeznával dva základní zdroje lidské energie – libido (životodárná a o rozkoš usilující energie) a thanatos (destruktivní energie). Základní zdroje energie soupeří mezi sebou, čímž způsobují konflikty a rozpory v lidském chování. Agresivita je podle Freuda způsobena právě pudem thanatos.
Konrad Lorenz tvrdil, že agrese je vrozená. Na základě studií ptáků a ryb se domníval, že agresivní energie se v jedinci hromadí, dokud není uvolněna (hydraulický model katarze). Uvolněním agrese (např. při sportu) dochází ke katarzi (očištění) jedince, což zvyšuje bezpečnost společnosti. Empirické studie však tuto teorii nepotvrzují, viz např. Buss (1966), Loew (1967), Bandura (1973).
Jacobs, Brunton a Melville (1956) se zaměřili na chromozomové abnormality. Zjistili, že mezi vězni se vyskytuje více osob s chromozómy XYY než v běžné populaci. V běžné populaci má tuto odchylku asi 0,01 % chlapců, u vězňů se objevovala v 1,5 %. Vyvodili z toho závěr, že osoby s chromozómy XYY jsou agresivnější kvůli nadbytečnému chromozómu Y. Tato teorie byla ve své době velmi populární, ale ani pro ni neexistuje dostatek důkazů.

### Reaktivní teorie agrese
Podle této teorie je agrese reakcí na vnější nebo vnitřní podněty.
V roce 1939 navrhl John Dollard a jeho spolupracovníci vysvětlení agresivity na základě frustrace. Pokud nemohou lidé dosáhnout nějakého svého vytyčeného cíle či nemohou uspokojit svou potřebu, vyvolává to v nich agresivitu. Dle Dollardova modelu vede frustrace vždy k agresivnímu chování.
Martin Seligman (1975) poukazuje, že dlouhodobá frustrace může vést naopak k pasivitě (případně ke stavu tzv. naučené bezmocnosti). Tato teorie upozornila na případ nastávající při nemožnosti překonání zdroje agrese – orientaci agresivity na jiný objekt, tzv. obětního beránka. Bandura (1977) poukazuje na odlišnost reakcí jedince na frustrující situace při dosahování cílů (mohou i motivovat).
L. Berkowitz (1978) ukazuje na agresivní případy, které nejsou způsobeny frustrací. Příkladem je např. boxer, který se chová agresivně, protože je za to placen. Rose, Kamin a Lewontin (1984) upozorňují na fakt, že pojem agrese zahrnuje velmi často různé jevy.

### Teorie naučeného chování
Bandura (1976) předpokládá, že agrese je naučená. Lidé se chovají agresivně, protože během svého života zjistili, že se jim to vyplatí. Bandura empiricky i experimentálně doložil význam tří činitelů při učení se agresivních vzorců chování:
- averzivní zkušenost,
- předvídané zisky,
- pozorování jiných agresorů.

Bandura a Walters (1973) provedli na toto téma výzkum v mateřské školce. Promítli dětem film zobrazující osoby, které si hrály mírumilovně či agresivně s hračkami. V agresivní verzi herec bil a kopal velkou panenku „Bobo“. Když měli děti potom možnost hrát si, chovaly se agresivněji. Teorie vyvolala mnoho otázek a experimentů ohledně prezentace agrese a násilí v masmédiích (Bandura, Walters, Hicks, Parke, Leifer).

## Projevy agrese
Projevy agresivního chování jsou závislé na účelu, kterého chceme dosáhnout, nebo na podnětu, který v nás agresivní chování vyvolal.
Na základě odlišnosti podnětových nebo fyziologických zdrojů vytvořil Moyer (1968) sedm oblastí projevů agresivního chování u zvířat. Pokusy byly prováděny na zvířatech, jimi získané projevy chování jsou však užitečné i pro pochopení lidské agresivity. Jde o agresi predátorskou, agresi mezi samci, agresi vyvolanou strachem, agresi dráždivou (vyvolanou různými objekty), mateřskou a sexuální agresi a agresi jako obranu teritoria.
V této souvislosti odlišujeme agresi vnitrodruhovou a mezidruhovou. Jedná se o zcela odlišné způsoby chování, které je možné pozorovat především u zvířat (odlišné chování při obraně teritoria nebo útoku na kořist), ale i u člověka.
Dle této teorie vytvořili A. H. Buss a A. Durkee (1957) následující inventář agresivního chování:
- napadnutí – fyzické násilí, útok
- nepřímá agrese – intriky, pomlouvání
- popudlivost – pohotovost k afektivní explozi
- negativismus – oponování
- nevole, resentiment – nenávist, nevraživost, závistivost
- podezřívání – projekce nepřátelství na druhé
- verbální agrese – nadávky, jízlivost, nepřiměřená ironie

Dle jiných teorií může být agrese potlačena a projevit se krátkodobě podrážděností, nebo být přesunuta, ritualizována, symbolizována, nebo se projeví otevřeně.
Psychologický slovník uvádí následující podoby agrese:
- altruistická – k ochraně druhých
- anticipující – hájení vlastního teritoria
- brachiální – násilí vedené na tělo oběti
- dravčí – zaměřená na uvolnění kořisti
- indukovaná – vyvolaná (s úmyslem zkoumat agresivní chování)
- institucionální – násilné činy vykonané v rámci „lidské práce“
- mateřská – při ohrožení mláďat
- přesunutá – proti organismu nebo objektu, který není zodpovědný za podnět
- samčí – mezi samci téhož druhu
- skupinová – vzájemná podpora zvyšuje sílu a nebezpečnost agrese
- zástupná – uvolnění agrese na zástupný cíl (boxovací pytel).

## Faktory prostředí ovlivňující agresi
Různé studie zkoumaly, jak mohou faktory prostředí ovlivňovat agresivitu. Donnerstein a Wilson (1979) prokázali, že lidé se častěji stávají agresivnějšími v hlučném prostředí. Baron a Bell (1975) ukázali, že v horku se u lidí zvyšuje míra agrese. Usuzují z toho tedy, že k nepokojům a fyzickým útokům dochází častěji za horkých letních večerů v centrech měst.
Aiello, Nicosia a Thompson (1979) zjistili, že děti a adolescenti se chovají agresivněji poté, co byly na chvíli v přeplněných, stísněných podmínkách. U dospělých lidí je tímto faktorem přítomnost v davu.
Některé návykové látky (např. alkohol) zvyšují možnost agresivního chování, ale pravděpodobně jen u lidí, kteří se během života naučili chovat agresivně. Dalším faktorem je zajisté společnost (např. přítomnost jiného člověka). Agrese je ale složitým fenoménem, na kterém se podílí velké množství různých faktorů (individuálních i společenských).

## Agresivita u jiných živočichů
Projevy agresivního chování jsou vlastní mnoha druhům živočichů, zejména v období intenzivní péče o mláďata, námluvních rituálů, při ochraně teritoria apod. Mnohá zvířata jsou natolik agresivní, že je obtížné se k nim bezpečně přiblížit. U jiných se agresivní chování střídá s mírným a jiná zase dokážou agresivitu pouze předstírat, aby tak snáze odradila potenciálního nepřítele či predátora.